# 워로드 (프로레슬링 선수)

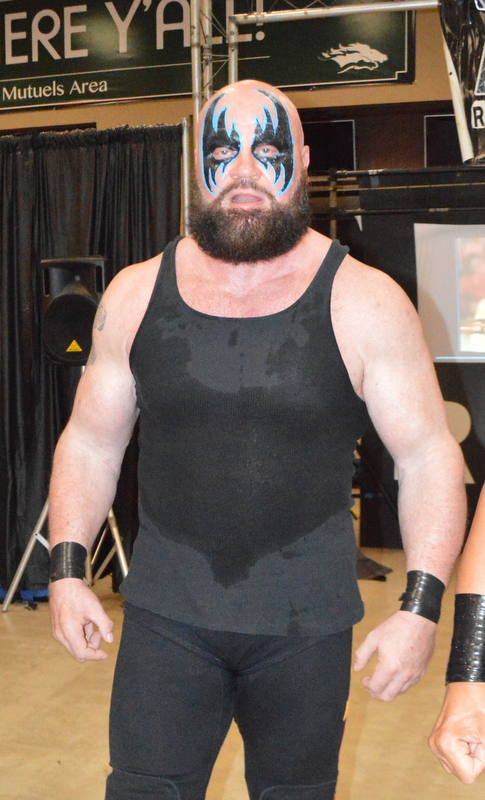

테리 스콧 스핀스키(Terry Scott Szopinski, 1962년 3월 28일 ~ )는 미국의 프로레슬링선수다. 그는 링네임이 WWF에서 더 워로드(The Warlord)다. 키는 195cm(6 ft 5 in)에다가 몸무게는 166kg(365 lb)이다. 피니쉬는 다이빙 크로스라인, 런닝 파워슬램, 풀 넬슨이다.